# Luganega
La luganega, anche detta luganiga o luganica o lucanica, è il nome tradizionale attribuito in Lombardia, Veneto, altre regioni padano-alpine e in Basilicata a un insaccato fresco di carne di suino, assimilabile alla categoria delle salsicce, le cui origini si fanno risalire alla Lucania di epoca romana.

## Produzione e consumo
La carne suina, macinata insieme a grasso di suino, viene insaccata a filza ed è da consumarsi previa cottura diretta del prodotto oppure nella preparazione di altre pietanze, come ad esempio di risotti. Particolarmente ricca è la luganega di Monza nel cui impasto si trovano anche formaggio grana, brodo di carne e vino; è l'ingrediente fondamentale per il risotto alla monzese.

## Origini

### L'ipotesi lucana
La luganega è una preparazione tipica dell'Italia settentrionale i cui natali sono stati collegati all'epoca romana quando veniva indicata col termine lucanica un tipo di salsiccia originaria della Lucania. La testimonianza proviene unicamente da Varrone che, nella sua opera De lingua Latina (V, 22, 111), informa:

#### La diffusione nel mondo ellenistico
I Lucani, entrati in collisione con Taranto che volevano sottomettere, affrontarono Alessandro I d'Epiro richiamato nel 323 a.C. in aiuto dei Tarantini. Alessandro, dopo aver cacciato i Lucani dalle città ioniche e restituito Heraclea ai Tarantini, conquistò l'Apulia; quindi giunse sotto le mura di Poseidonia (Paestum). Qui i Lucani e i loro alleati Sanniti affrontarono la falange macedone e ne uscirono completamente sconfitti. Alessandro, vittorioso, catturò numerosi ostaggi fra le famiglie aristocratiche lucane deportandone molte in Epiro. Queste famiglie, deportate con gli agi e il rispetto riconosciuto al loro rango, si integrarono perfettamente nel territorio ellenistico ove trasmisero anche la loro preziosa sapienza culinaria. La luganega divenne quindi in tutto il territorio ellenistico il “loukaniko” o “loukanika” tuttora presente nelle taverne greche. Il loukaniko venne inserito da Timachida di Rodi nel suo ricettario.
Il principe Arnaldo Zamperetti da Cornedo, (X-XI sec d.C), medico, storico, viaggiatore, mecenate, trovandosi a Rodi in missione diplomatica come ambasciatore della Serenissima Repubblica di Venezia, tradusse “Diverse sorte di banchetti”, gli 11 volumi di Timachida, trovati in una ricca biblioteca dell'epoca e portò nel territorio veneto anche l'arte del famoso Loukaniko o Loukanika che, ritornata finalmente sulla penisola italiana dopo 15 secoli, divenne e rimase la Luganega.

### L'ipotesi longobarda
È anche possibile che a importare la luganega nell'Italia settentrionale non siano stati i Romani bensì i Longobardi, popolazione di origine germanica, durante l'occupazione della Langobardia Minor. Essi sarebbero venuti a conoscenza del costume delle popolazioni locali e avrebbero poi trasferito a nord la ricetta.

## Luganeghe P.A.T.

### Luganega P.A.T. lombarda
La lunghezza deve essere di circa 20 cm con un minimo di 18 cm. Il budello deve essere naturale e la preparazione viene ripiegata su sé stessa a formare un grappolo. Il diametro è di 4–5 cm. Nell'impasto macinato con granulometria medio-piccola si aggiungono sale e spezie oltre a carne di puro suino. Nella variante bergamasca anche vino passato nell'aglio. La legatura viene effettuata a mano, con una catena di salsicce legate solo in testa e in coda.
Le luganiche dal Ministero riconosciute come P.A.T. in Lombardia sono le seguenti:
- Luganega
- Luganega di cavallo
- Lughenia di passola

### Luganeghe P.A.T. trentine
- Luganega classica di suino
- Luganega di capra o pecora
- Luganega mochena di cavallo
- Luganega mochena piccante
- Luganega mochena stagionata
- Luganega cauriota affumicata o lucanica cauriota affumicata
- Luganega secca della valle di Cembra

Nella sua versione classica trentina l'impasto della luganega è composto solo di suino e spezie e viene insaccato in budello di vitello, che è più resistente e robusto. Le spezie vengono inserite in dosi variabili da produttore a produttore. La dose per ogni kg di carne e lardo macinati a grana media è solitamente così composta: dai 25 ai 27 grammi di sale; da 3 a 2 grammi di pepe nero; circa altrettanto aglio in polvere.
In Trentino in molte botteghe di paese si possono acquistare le dosi per la preparazione della luganega in quanto è tradizione che i contadini e gli allevatori la producano in casa; alcuni anche allevando i maiali in proprio.

### Luganeghe P.A.T. veneto
- Luganega da riso
- Luganega nostrana padovana
- Luganega trevigiana
- Luganeghe de tripan
- Luganeghe della Val Leogra